# César pro nejlepší zahraniční film
César pro nejlepší zahraniční film je jedna z kategorií francouzské filmové ceny César. Kategorie existuje od vzniku ceny v roce 1976.

## Vítězové a nominovaní

### 70. léta
- 1976: Vůně ženy (Profumo di donna) — režie: Dino Risi •  Itálie
  - Aguirre, hněv Boží (Aguirre, der Zorn Gottes) — režie: Werner Herzog •  Západní Německo
  - Kouzelná flétna (Trollflöjten) — režie: Ingmar Bergman •  Švédsko
  - Nashville (Nashville) — režie: Robert Altman •  USA

- 1977: C'eravamo tanto amati (C'eravamo tanto amati) — režie: Ettore Scola •  Itálie
  - Barry Lyndon (Barry Lyndon) — režie: Stanley Kubrick •  USA
  - Starý dům uprostřed Madridu (Cría cuervos) — režie: Carlos Saura •  Španělsko
  - Přelet nad kukaččím hnízdem (One Flew Over the Cuckoo's Nest) — režie: Miloš Forman •  USA

- 1978: Zvláštní den (Una giornata particolare) — režie: Ettore Scola •  Itálie
  - Americký přítel (Der Amerikanische Freund) — režie: Wim Wenders •  Německo
  - Annie Hallová (Annie Hall) — režie: Woody Allen •  USA
  - Chléb a čokoláda (Pane e cioccolata) — režie: Franco Brusati •  Itálie

- 1979: Strom na dřeváky (L'albero degli zoccoli) — režie: Ermanno Olmi •  Itálie
  - Julie (Julia) — režie: Fred Zinnemann •  USA
  - Podzimní sonáta (Höstsonaten) — režie: Ingmar Bergman •  Švédsko
  - Svatba (A Wedding) — režie: Robert Altman •  USA

### 80. léta
- 1980: Manhattan (Manhattan) — režie: Woody Allen •  USA
  - Apokalypsa (Apocalypse Now) — režie: Francis Ford Coppola •  USA
  - Vlasy (Hair) — režie: Miloš Forman •  USA
  - Plechový bubínek (Die Blechtrommel) — režie: Volker Schlöndorff •  Německo,  Polsko a  Francie

- 1981: Kagemuša (影武者) — režie: Akira Kurosawa •  Japonsko
  - Sláva (Fame) — režie: Alan Parker •  USA
  - Kramerová versus Kramer (Kramer vs. Kramer) — režie: Robert Benton •  USA
  - Růže (The Rose) — režie: Mark Rydell •  USA

- 1982: Sloní muž (The Elephant Man) — režie: David Lynch •  Spojené království
  - Dobyvatelé ztracené archy (Raiders of the Lost Ark) — režie: Steven Spielberg •  USA
  - Die Fälschung (Die Fälschung) — režie: Volker Schlöndorff •  Německo
  - Člověk ze železa ('Człowiek z żelaza) — režie: Andrzej Wajda •  Polsko

- 1983: Viktor, Viktorie (Victor Victoria) — režie: Blake Edwards •  Spojené království
  - E.T. – Mimozemšťan (E.T. the extra-terrestrial) — režie: Steven Spielberg •  USA
  - Francouzova milenka (The French Lieutenant's Woman) — režie: Karel Reisz •  Spojené království
  - Cesta (Yol) — režie: Yilmaz Güney •  Turecko

- 1984: Fanny a Alexandr (Fanny och Alexander) — režie: Ingmar Bergman •  Švédsko
  - Carmen (Carmen) — režie: Carlos Saura •  Itálie a  Francie
  - Bohové musejí být šílení (The Gods Must Be Crazy) — režie: Jamie Uys •  Botswana a  Jihoafrická republika
  - Tootsie (Tootsie) — režie: Sydney Pollack •  USA

- 1985: Amadeus (Amadeus) — režie: Miloš Forman •  USA
  - Tarzan(Greystoke: The Legend of Tarzan, Lord of the Apes) — režie: Hugh Hudson •  Spojené království
  - Mariini milenci (Maria's Lovers) — režie: Andrej Končalovskij •  USA
  - Paříž, Texas (Paris, Texas) — režie: Wim Wenders •  Západní Německo,  Francie a  USA

- 1986: Purpurová růže z Káhiry (The Purple Rose of Cairo) — režie: Woody Allen •  USA
  - Rok Draka (Year of the Dragon) — režie: Michael Cimino •  USA
  - Vražedná pole (The Killing Fields) — režie: Roland Joffé •  Spojené království
  - Ran (乱) — režie: Akira Kurosawa •  Japonsko
  - Hledám Susan. Zn.: Zoufale (Desperately Seeking Susan) — režie: Susan Seidelman •  USA

- 1987: Jméno růže (Der Name der Rose) — režie: Jean-Jacques Annaud •  Německo a  Francie
  - Po zavírací době(After Hours) — režie: Martin Scorsese •  USA
  - Hana a její sestry (Hannah and Her Sisters) — režie: Woody Allen •  USA
  - Mise (The Mission) — režie: Roland Joffé •  Spojené království
  - Vzpomínky na Afriku (Out of Africa) — režie: Sydney Pollack •  USA

- 1988: Poslední císař (The Last Emperor) — režie: Bernardo Bertolucci •  Itálie a  Spojené království
  - Nebe nad Berlínem (Der Himmel über Berlin) — režie: Wim Wenders •  Německo
  - Neúplatní (The Untouchables) — režie: Brian De Palma •  USA
  - Interview (Intervista) — režie: Federico Fellini •  Itálie
  - Oči černé (Oci ciornie) — režie: Nikita Michalkov •  Itálie

- 1989: Hotel Bagdad (Out of Rosenheim) — režie: Percy Adlon •  Německo
  - Bird (Bird) — režie: Clint Eastwood •  USA
  - Falešná hra s králíkem Rogerem (Who Framed Roger Rabbit) — režie: Robert Zemeckis •  USA
  - Salaam Bombay! (Salaam Bombay!) — režie: Mira Nair •  Indie  Spojené království

### 90. léta
- 1990: Nebezpečné známosti (Dangerous Liaisons) — režie: Stephen Frears •  Spojené království
  - Bio Ráj (Nuovo cinema Paradiso) — režie: Giuseppe Tornatore •  Itálie
  - Rain Man (Rain Man) — režie: Barry Levinson •  USA
  - Sex, lži a video (Sex, Lies, and Videotape) — režie: Steven Soderbergh •  USA
  - Dům k pověšení (Дом за вешање) — režie: Emir Kusturica •  Jugoslávie

- 1991: Společnost mrtvých básníků (Dead Poets Society) — režie: Peter Weir •  USA
  - Mafiáni (Goodfellas) — režie: Martin Scorsese •  USA
  - Spoutej mě! (¡Átame!) — režie: Pedro Almodóvar •  Španělsko
  - Pretty Woman (Pretty Woman) — režie: Garry Marshall •  USA
  - Taxi Blues (Такси-блюз) — režie: Pavel Lungin •  Sovětský svaz

- 1992: Toto hrdina (Toto le héros) — režie: Jaco van Dormael •  Belgie
  - Alice (Alice) — režie: Woody Allen •  USA
  - Tanec s vlky (Dances with Wolves) — režie: Kevin Costner •  USA
  - Mlčení jehňátek (The Silence of the Lambs) — režie: Jonathan Demme •  USA
  - Thelma a Louise (Thelma and Louise) — režie: Ridley Scott •  USA
  - Urga (Urga) — režie: Nikita Michalkov •  Sovětský svaz

- 1993: Vysoké podpatky (Tacones lejanos) — režie: Pedro Almodóvar •  Španělsko
  - Milenec (L'Amant) — režie: Jean-Jacques Annaud •  Francie a  Spojené království
  - Manželé a manželky (Husbands and Wives) — režie: Woody Allen •  USA
  - Rodinné sídlo (Howards End) — režie: James Ivory •  Spojené království
  - Hráč (The Player) — režie: Robert Altman •  Spojené království

- 1994: Piano (The Piano) — režie: Jane Campion •  Nový Zéland
  - Sbohem, má konkubíno (霸王別姬) — režie: Kaige Chen •  Hongkong
  - Tajemná vražda na Manhattanu (Manhattan Murder Mystery) — režie: Woody Allen •  USA
  - Pršící kameny (Raining Stones) — režie: Ken Loach •  Spojené království
  - Nezvaný (The Snapper) — režie: Stephen Frears •  Spojené království

- 1995: Čtyři svatby a jeden pohřeb (Four Weddings and a Funeral) — režie: Mike Newell •  Spojené království
  - Drahý deníčku (Caro diario) — režie: Nanni Moretti •  Itálie
  - Schindlerův seznam (Schindler's List) — režie: Steven Spielberg •  USA
  - Pulp Fiction: Historky z podsvětí (Pulp Fiction) — režie:e Quentin Tarantino •  USA
  - Prostřihy (Short Cuts) — režie: Robert Altman •  Spojené království

- 1996: Země a svoboda (Land and Freedom) — režie: Ken Loach •  Spojené království
  - Smoke (Smoke) — režie: Wayne Wang •  USA
  - Madisonské mosty (The Bridges of Madison County) — režie: Clint Eastwood •  USA
  - Underground (Podzemlje) — režie: Emir Kusturica •  Jugoslávie
  - Obvyklí podezřelí (Usual Suspects) — režie: Bryan Singer •  USA

- 1997: Prolomit vlny (Breaking the Waves) — režie: Lars von Trier •  Dánsko
  - Pošťák (Il postino) — režie: Michael Radford •  Itálie
  - Fargo (Fargo) — režie: Joel a Ethan Coenové •  USA
  - Slib (La Promesse) — režie: Bratři Dardennové •  Belgie
  - Tajnosti a lži (Secrets and Lies) — režie: Mike Leigh •  Spojené království

- 1998: Odpískáno (Brassed Off) — režie: Mark Herman •  Spojené království
  - Ohňostroj (はなび) — režie: Takeši Kitano •  Japonsko
  - Anglický pacient (The English Patient) — režie: Anthony Minghella •  Spojené království
  - Do naha! (The Full Monty) — režie: Peter Cattaneo •  Spojené království
  - Všichni říkají: Miluji tě (Everyone Says I Love You) — režie: Woody Allen •  USA

- 1999: Život je krásný (La vita è bella) — režie: Roberto Benigni •  Itálie
  - Hlavní nádraží (Central do Brasil) — režie: Walter Salles •  Brazílie
  - Rodinná oslava (Festen) — režie: Thomas Vinterberg •  Dánsko
  - Zachraňte vojína Ryana (Saving Private Ryan) — režie: Steven Spielberg •  USA
  - Titanic (Titanic) — režie: James Cameron •  USA

### 0. léta
- 2000: Vše o mé matce (Todo sobre mi madre) — režie: Pedro Almodóvar •  Španělsko
  - V kůži Johna Malkoviche (Being John Malkovich) — režie: Spike Jonze •  USA
  - Spalující touha (Eyes Wide Shut) — režie: Stanley Kubrick •  USA
  - Ghost Dog – Cesta samuraje (Ghost Dog: The Way of the Samurai) — režie: Jim Jarmusch •  USA
  - Tenká červená linie (The Thin Red Line) — režie: Terrence Malick •  USA

- 2001: Stvořeni pro lásku (花样年华) — režie: Kar-wai Wong •  Hongkong
  - Raz dva (Yi yi) — režie: Edward Yang •  Tchaj-wan
  - Americká krása (American Beauty) — režie: Sam Mendes •  USA
  - Billy Elliot (Billy Elliot) — režie: Stephen Daldry •  Spojené království
  - Tanec v temnotách (Dancer in the Dark) — režie: Lars von Trier •  Dánsko

- 2002: Mulholland Drive (Mulholland Drive) — režie: David Lynch •  USA
  - Moulin Rouge! (Moulin Rouge) — režie: Baz Luhrmann •  Austrálie a  USA
  - Muž, který nebyl (The Man Who Wasn't There) — režie: Joel Coen •  USA
  - Traffic – nadvláda gangů (Traffic) — režie: Steven Soderbergh •  USA
  - Synův pokoj (La stanza del figlio) — režie: Nanni Moretti •  Itálie

- 2003: Bowling for Columbine (Bowling for Columbine) — režie: Michael Moore •  USA
  - Opojen ženami a malováním (취화선) — režie: Kwon-taek Im •  Jižní Korea
  - Cesta do fantazie (千と千尋の神隠し) — režie: Hajao Mijazaki •  Japonsko
  - Minority Report (Minority Report) — režie: Steven Spielberg •  USA
  - Dannyho parťáci (Ocean's Eleven) — režie: Steven Soderbergh •  USA

- 2004: Tajemná řeka (Mystic River) — režie: Clint Eastwood •  USA
  - Hodiny (The Hours) — režie: Stephen Daldry •  USA a  Spojené království
  - Gangy New Yorku (Gangs of New York) — režie: Martin Scorsese •  USA
  - Slon (Elephant) — režie: Gus Van Sant •  USA
  - Návrat (Возвращение) — režie: Andrej Zvjagincev •  Rusko

- 2005: Ztraceno v překladu (Lost in Translation) — režie: Sofia Coppola •  USA
  - 21 gramů (21 Grams) — režie: Alejandro González Iñárritu •  USA
  - Fahrenheit 9/11 (Fahrenheit 9/11) — režie: Michael Moore •  USA
  - Motocyklové deníky (Diarios de motocicleta) — režie: Walter Salles •  Argentina
  - Věčný svit neposkvrněné mysli (Eternal Sunshine of the Spotless Mind) — režie: Michel Gondry •  USA

- 2006 : Million Dollar Baby (Million Dollar Baby) — režie: Clint Eastwood •  USA
  - Walk on Water (ללכת על המים) — režie: Eytan Fox •  Izrael
  - Hlas moře (Mar Adentro) — režie: Alejandro Amenábar •  Španělsko
  - Match Point – Hra osudu (Match Point) — režie: Woody Allen •  USA a  Spojené království
  - Dějiny násilí (A History of Violence) — režie: David Cronenberg •  USA

- 2007: Malá Miss Sunshine (Little Miss Sunshine) — režie: Jonathan Dayton a Valerie Faris •  USA
  - Zkrocená hora (Brokeback Mountain) — režie: Ang Lee •  USA
  - Volver (Volver) — režie: Pedro Almodóvar •  Španělsko
  - Královna (The Queen) — režie: Stephen Frears •  Spojené království
  - Babel (Babel) — režie: Alejandro González Iñárritu •  Mexiko a  USA

- 2008: Životy těch druhých (Das Leben der Anderen) — režie: Florian Henckel von Donnersmarck •  Německo
  - 4 měsíce, 3 týdny a 2 dny (4 luni, 3 săptămâni și 2 zile) — režie: Cristian Mungiu •  Rumunsko
  - Na druhé straně (Auf der anderen Seite) — režie: Fatih Akın •  Německo a  Turecko
  - Noc patří nám (We Own the Night) — režie: James Gray •  USA
  - Východní přísliby (Eastern Promises) — režie: David Cronenberg •  Kanada,  USA a  Spojené království

- 2009: Valčík s Bašírem (ואלס עם באשיר) — režie: Ari Folman •  Izrael
  - Eldorado (Eldorado) — režie: Bouli Lanners •  Belgie
  - Gomora (Gomorra) — režie: Matteo Garrone •  Itálie
  - Útěk do divočiny (Into the Wild) — režie: Sean Penn •  USA
  - Mlčení Lorny (Le Silence de Lorna) — režie: Bratři Dardennové •  Belgie
  - Až na krev (There Will Be Blood) — režie: Paul Thomas Anderson •  USA
  - Milenci (Two Lovers) — režie: James Gray •  USA

### 10. léta
- 2010: Gran Torino (Gran Torino) — režie: Clint Eastwood •  USA
  - Avatar (Avatar) — režie: James Cameron •  USA
  - Milk (Milk) — režie: Gus Van Sant •  USA
  - Zabil jsem svou matku (J'ai tué ma mère) — režie: Xavier Dolan •  Kanada
  - Panika v městečku (Panique au village) — režie: Stéphane Aubier a Vincent Patar •  Belgie
  - Bílá stuha (Das weiße Band) — režie: Michael Haneke •  Německo a  Rakousko
  - Milionář z chatrče (Slumdog Millionnaire) — režie: Danny Boyle •  Spojené království

- 2011: Sociální síť (The Social Network) — režie: David Fincher •  USA
  - Počátek (Inception) — režie: Christopher Nolan •  USA
  - Invictus: Neporažený (Invictus) — režie: Clint Eastwood •  USA
  - Jasná hvězda (Bright Star) — režie: Jane Campion •  Nový Zéland
  - Imaginární lásky (Les Amours imaginaires) — režie: Xavier Dolan •  Kanada
  - Tajemství jejich očí (El secreto de sus ojos) — režie: Juan José Campanella •  Argentina a  Španělsko
  - Ilegálně (Illégal) — režie: Olivier Masset-Depasse •  Belgie

- 2012: Rozchod Nadera a Simin (جدایی نادر از سیمین) — režie: Asghar Farhadi •  Írán
  - Černá labuť (Black Swan) — režie: Darren Aronofsky •  USA
  - Králova řeč (The King's Speech) — režie: Tom Hooper •  Spojené království
  - Drive (Drive) — režie: Nicolas Winding Refn •  USA
  - Kluk na kole (Le Gamin au vélo) — režie: Bratři Dardennové •  Belgie
  - Požáry (Incendies) — režie: Denis Villeneuve •  Kanada
  - Melancholia (Melancholia) — režie: Lars von Trier •  Dánsko

- 2013: Argo (Argo) — režie: Ben Affleck •  USA
  - Býčí šíje (Rundskop) — režie: Michaël R. Roskam •  Belgie
  - Laurence Anyways (Laurence Anyways) — režie: Xavier Dolan •  Kanada
  - Oslo, 31. august (Oslo, 31. august) — režie: Joachim Trier •  Norsko
  - Andělský podíl — režie: Ken Loach •  Spojené království
  - Královská aféra (En kongelig affære) — režie: Nikolaj Arcel •  Dánsko,  Švédsko,  Česko
  - Přijít o rozum (À perdre la raison) — režie: Joachim Lafosse •  Belgie

- 2014: Přerušený kruh (The Broken Circle Breakdown) — režie: Felix Van Groeningen •  Belgie
  - Nespoutaný Django (Django Unchained) — režie: Quentin Tarantino •  USA
  - Sněhurka: Jiný příběh (Blancanieves) — režie: Pablo Berger •  USA
  - Jasmíniny slzy (Blue Jasmine) — režie: Woody Allen •  USA
  - Dead Man Talking (Dead Man Talking) — režie: Patrick Ridremont •  Belgie
  - Velká nádhera (La grande bellezza) — režie: Paolo Sorrentino •  Itálie
  - Gravitace (Gravity) — režie: Alfonso Cuarón •  USA

- 2015: Mami! (Mommy) — režie: Xavier Dolan •  Kanada
  - 12 let v řetězech (12 Years a Slave) — režie: Steve McQueen •  USA
  - Chlapectví (Boyhood) — režie: Richard Linklater •  USA
  - Dva dny, jedna noc (Deux jours, une nuit) — režie: Bratři Dardennové •  Belgie
  - Ida (Ida) — režie: Paweł Pawlikowski •  Polsko
  - Grandhotel Budapešť (The Grand Budapest Hotel) — režie: Wes Anderson •  USA
  - Zimní spánek (Winter Sleep) — režie: Nuri Bilge Ceylan •  Turecko

- 2016: Birdman (Birdman) — režie: Alejandro González Iñárritu •  USA
  - Saulův syn (Saul fia) — režie: László Nemes •  Maďarsko
  - Je suis mort mais j'ai des amis (Je suis mort mais j'ai des amis) — režie: Guillaume Malandrin a Stéphane Malandrin •  Belgie
  - Mia madre (Mia madre) — režie: Nanni Moretti •  Itálie
  - Taxi Teherán (Taxi) — režie: Džafar Panahí •  Írán
  - Zbrusu Nový zákon (Le Tout Nouveau Testament) — režie: Jaco Van Dormael •  Belgie
  - Mládí (Youth) — režie: Paolo Sorrentino •  Itálie

- 2017: Já, Daniel Blake (I, Daniel Blake) — režie: Ken Loach •  Spojené království
  - Zkouška dospělosti (Bacalaureat) — režie: Cristian Mungiu •  Rumunsko
  - Neznámá dívka (La Fille inconnue) — režie: Bratři Dardennové •  Belgie
  - Je to jen konec světa (Juste la fin du monde) — režie: Xavier Dolan •  Kanada
  - Aquarius (Aquarius) — režie: Kleber Mendonça Filho •  Brazílie
  - Místo u moře (Manchester by the Sea) — režie: Kenneth Lonergan •  USA
  - Toni Erdmann (Toni Erdmann) — režie: Maren Adeová •  Německo

- 2018: Nemilovaní (Нелюбовь) — režie: Andreï Zviaguintsev •  Rusko,  Belgie,  Německo a  Francie
  - Případ Nile Hilton (The Nile Hilton Incident) — režie: Tarik Saleh •  Švédsko,  Dánsko a  Německo
  - Dunkerk (Dunkirk) — režie: Christopher Nolan •  USA,   Spojené království,  Nizozemsko a  Francie
  - L'Échange des princesses (L'Échange des princesses) — režie: Marc Dugain •  Belgie a  Francie
  - La La Land (La La Land) — režie: Damien Chazelle •  USA
  - Svatba (Noces) — režie: Stephan Streker •  Belgie,  Lucembursko,  Pákistán a  Francie
  - Čtverec (The Square) — režie: Ruben Östlund •  Švédsko,  Německo,  Dánsko a  Francie

- 2019: Zloději (Manbiki kazoku, 万引き家族) — režie: Hirokazu Kore'eda •  Japonsko
  - Tři billboardy kousek za Ebbingem (Three Billboards Outside Ebbing, Missouri) — režie: Martin McDonagh •  USA a  Spojené království
  - Kafarnaum (Cafarnaúm,  کفرناحوم) — režie: Nadine Labaki •  Libanon
  - Studená válka (Zimna wojna) — režie: Paweł Pawlikowski •  Polsko
  - Dívka (Girl) — režie: Lukas Dhont •  Belgie a  Nizozemsko
  - Hannah (Hannah) — režie: Andrea Pallaoro •  Itálie
  - Náš boj (Nos batailles) — režie: Guillaume Senez •  Belgie a  Francie

### 20. léta
- 2020: Parazit (기생충) — režie: Pong Čun-ho •  Jižní Korea
  - Bolest a sláva (Dolor y gloria) — režie: Pedro Almodóvar •  Španělsko
  - Mladý Ahmed (Le Jeune Ahmed) — režie: Bratři Dardennové •  Belgie
  - Joker (Joker) — režie: Todd Phillips •  Spojené státy americké
  - Lola (Lola vers la mer) — režie:  Laurent Micheli •  Belgie •  Francie
  - Tenkrát v Hollywoodu (Once Upon a Time… in Hollywood)  — režie: Quentin Tarantino •  Spojené státy americké •  Spojené království
  - První zrádce (Il traditore) — režie:  Marco Bellocchio •  Itálie •  Francie •  Německo •  Brazílie

- 2021: Chlast (Drunk) — režie: Thomas Vinterberg •  Dánsko
  - Corpus Christi (Boże Ciało) — režie: Jan Komasa •  Polsko •  Francie
  - Dark Waters (Dark Waters) — režie: Todd Haynes •  Spojené státy americké
  - 1917 (1917) — režie: Sam Mendes •  Spojené království •  Spojené státy americké
  - Srpnová madona (La virgen de agosto) — režie: Jonás Trueba •  Španělsko

- 2022: Otec (The Father) – režie: Florian Zeller •  Spojené království •  Francie
  - Kupé č. 6 (Hytti nro 6) – režie: Juho Kuosmanen •  Finsko •  Estonsko •  Rusko •  Německo
  - Drive My Car (ドライブ・マイ・カー) – režie: Rjúsuke Hamaguči •  Japonsko
  - První kráva (First Cow) – režie: Kelly Reichardt •  Spojené státy americké
  - Nejhorší člověk na světě (Verdens verste menneske) – režie: Joachim Trier •  Norsko
  - Jen 6,5 (Metri Shesh Va Nim) – režie: Saeed Roustayi •  Írán
  - Paralelní matky (Madres paralelas) – režie: Pedro Almodóvar •  Španělsko

- 2023: As bestas (As bestas) – režie: Rodrigo Sorogoyen •  Španělsko •  Francie
  - Blízko (Close) – režie: Lukas Dhont •  Belgie •  Nizozemsko •  Francie
  - Chlapec z nebe (Walad Min Al Janna) – režie: Tarik Saleh •  Švédsko
  - EO (EO) – režie: Jerzy Skolimowski •  Polsko •  Itálie
  - Trojúhelník smutku (Triangle of Sadness) – režie: Ruben Östlund •  Švédsko

- 2024: Povaha lásky (Simple comme Sylvain) – režie: Monia Chokri •  Kanada •  Francie
  - Papežův zákon (Rapito) – režie: Marco Bellocchio •  Itálie
  - Karaoke blues (Kuolleet lehdet) – režie: Aki Kaurismäki •  Finsko
  - Oppenheimer (Oppenheimer) – režie: Christopher Nolan •  USA •  Spojené království
  - Dokonalé dny (Perfect Days) – režie: Wim Wenders •  Německo •  Japonsko

- 2025: Zóna zájmu (The Zone of Interest) – režie: Jonathan Glazer •  Spojené království •  Polsko •  USA
  - Anora (Anora) – režie: Sean Baker •  USA
  - Semínko posvátného fíkovníku (دانه‌ی انجیر معابد) – režie: Mohammad Rasúlof •  Francie •  Německo
  - The Apprentice: Příběh Trumpa (The Apprentice) – režie: Christopher Nolan •  Kanada •  USA •  Dánsko •  Irsko
  - Substance (The Substance) – režie: Coralie Fargeat •  Spojené království •  Francie •  USA